# レムヒ郡 (アイダホ州)
レムヒ郡（英: Lemhi County）は、アメリカ合衆国アイダホ州の中部に位置する郡である。2010年国勢調査での人口は7,936人であり、2000年の7,806人より1.7％増加した。郡庁所在地はサーモン市（人口3,112人）であり、同郡で人口最大の都市でもある。1869年1月9日にアイダホ準州議会により設立された。郡名は、バノック族およびショショーニ族インディアンの領土に1855年から1858年まであったモルモン教の遠隔伝道所レムヒ砦（""Lemhi"あるいは"Limihi"）に因んで名付けられた。レムヒとはモルモン書に出てくる王の名である。

## 地理
アメリカ合衆国国勢調査局に拠れば、郡域全面積は4569.50平方マイル (11,835.0  km2)であり、このうち陸地は4564.16平方マイル (11,821.1  km2)、水域は5.35平方マイル (13.9 km2)で水域率は0.12％である。
郡内の最高地点は標高11,393フィート (3472 m) のスコット峰であり、最低地点はサーモン川がレムヒ郡の西のアイダホ郡に入る地点であり、標高は約3,000フィート (914 m) である。サーモン川は郡の中央を流れ、その後に西に転じている。東側境界はモンタナ州ビーバーヘッド郡に接しており、大陸分水界である。

### 隣接する郡
- アイダホ郡 - 西
- バレー郡 - 西
- カスター郡 - 南
- ビュート郡 - 南
- クラーク郡 - 東
- ビーバーヘッド郡 (モンタナ州) - 北、北東
- ラバリ郡 (モンタナ州) - 北

### 国立保護地域
- チャリス国立の森（部分）
- サーモン国立の森（部分）
- ターギー国立の森（部分）

## 人口動態
以下は2000年国勢調査による人口統計データである。
| 基礎データ - 人口: 7,806人 - 世帯数: 3,275 世帯 - 家族数: 2,217 家族 - 人口密度: 1人/km2（2人/mi2） - 住居数: 4,154軒 - 住居密度: 0軒/km2（1軒/mi2） 人種別人口構成 - 白人: 96.63% - アフリカン・アメリカン: 0.10% - ネイティブ・アメリカン: 0.60% - アジア人: 0.18% - 太平洋諸島系: 0.04% - その他の人種: 0.77% - 混血: 1.68% - ヒスパニック・ラテン系: 2.18% 先祖による構成 - ドイツ系：19.5％ - イギリス系：18.0％ - アメリカ人：11.4％ - アイルランド系：6.5％ 年齢別人口構成 - 18歳未満: 25.5% - 18-24歳: 5.5% - 25-44歳: 22.7% - 45-64歳: 29.5% - 65歳以上: 16.8% - 年齢の中央値: 43歳 - 性比（女性100人あたり男性の人口） - 総人口: 99.2 - 18歳以上: 97.5 | 世帯と家族（対世帯数） - 18歳未満の子供がいる: 28.6% - 結婚・同居している夫婦: 57.8% - 未婚・離婚・死別女性が世帯主: 6.9% - 非家族世帯: 32.3% - 単身世帯: 27.7% - 65歳以上の老人1人暮らし: 12.4% - 平均構成人数 - 世帯: 2.38人 - 家族: 2.91人 収入と家計 - 収入の中央値 - 世帯: 30,185米ドル - 家族: 35,261米ドル - 性別 - 男性: 30,558米ドル - 女性: 18,289米ドル - 人口1人あたり収入: 16,037米ドル - 貧困線以下 - 対人口: 15.3% - 対家族数: 10.6% - 18歳未満: 19.8% - 65歳以上: 10.3% |

## 都市と町

### 都市
- サーモン - 郡庁所在地
- リードア

### 未編入の町
- カーメン
- コバルト
- エルクベンド
- ギボンズビル
- レムヒ
- メイ
- ノースフォーク
- パターソン
- シャウプ
- テンドイ